# Gabriel Marques (futebolista)
Gabriel Marques de Andrade Pinto[carece de fontes?] (Pedro Leopoldo, 4 de março de 1988) é um futebolista brasileiro naturalizado equatoriano que atua como zagueiro ou volante. Atualmente joga pelo Guayaquil City.

## Carreira
Gabriel começou nas categorias de base do Grêmio, com o técnico Julinho Camargo que o utilizava na lateral direita. Atuou como profissional pelo Campinas.Em agosto de 2009, aos 21 anos, Gabriel chegou ao Uruguai para jogar no River Plate. Tornou-se ídolo da equipe jogando tanto como zagueiro quanto volante. Em 2011, acertou com o Nacional, onde foi dirigido por Juan Ramón Carrasco, seu antigo treinador no River Plate.
Em março de 2012, acertou sua volta ao Brasil para jogar no Atlético Paranaense. Em partida contra o Cruzeiro, válida pelas oitavas de final da Copa do Brasil, jogou boa parte do segundo tempo com o ombro deslocado, já que o técnico Juan Ramón Carrasco havia feito as três alterações. Depois disso, Gabriel foi bastante aplaudido e sua garra foi reconhecida pela torcida. No dia 7 de julho de 2012, marcou seu primeiro gol com a camisa do Atlético, na derrota de sua equipe frente ao América Mineiro por 3 a 2.No mesmo ano, foi integrante do elenco que levou o Atlético de volta para a Série A do Campeonato Brasileiro.
Em 2013, acertou com o Paraná.

## Títulos
Grêmio
- Campeonato Gaúcho Sub-20: 2007

Nacional
- Campeonato Uruguaio: 2010–11

Barcelona de Guayaquil
- Campeonato Equatoriano: 2016, 2020